# Głęboczek Wielki (jezioro w gminie Rogowo)
Głęboczek Wielki – jezioro w Polsce, położone w województwie kujawsko-pomorskim, w powiecie żnińskim, w gminie Rogowo, na terenie Pojezierza Żnińsko-Mogileńskiego.

## Charakterystyka
Wschodni brzeg jeziora stanowi granicę gminy Rogowo z gminą Mogilno. Jezioro otoczone jest całkowicie lasem sosnowym. Na południe, w pobliżu wsi Głęboczek leży niewielkie jezioro Głęboczek Mały. Około 0,6 km na wschód od jeziora położona jest miejscowość Niestronno.

## Dane morfometryczne
Powierzchnia zwierciadła wody według różnych źródeł wynosi od 9,0 ha do 13 ha.